# Roman Ludva
Roman Ludva (Ústí nad Orlicí, Checoslovaquia, 10 de julio de 1966) es un novelista, guionista y periodista checo.

## Biografía
A la edad de cuatro años, Roman Ludva y su familia se trasladaron a Olomouc, ciudad donde aún reside su familia. En 1985, Ludva se graduó de una escuela secundaria de Olomouc. Continuó sus estudios en la Facultad de Ingeniería Mecánica de Brno que luego abandonó al cabo de un año.
Tras realizar diversos oficios manuales, trabajó como obrero y diseñador.
Posteriormente ejerció como dramaturgo, redactor de la editorial Votobia —entre 1995 y 1997— y editor de la Radio Checa —entre 1998 y 1999—. Desde 2005 trabaja como profesor en el Museo Arquidiocesano de Olomouc.
Ludva contribuye regularmente en los suplementos literarios de publicaciones como Právo, Mladá fronta DNES, Hospodářské noviny, Reflex, Literární noviny y Listy.
Por otra parte, Ludva ha trabajado también como creador de escenarios.

## Obra
Roman Ludva hizo su debut en el mundo literario con Smrt a křeslo (1996), obra posmoderna que rinde tributo al escritor Jan Čep, aunque al mismo tiempo toma el formato de una historia de detectives clásica.
Su libro siguiente, Žena sedmi klíčů (1997), fue concebido como homenaje al cineasta Alfred Hitchcock, presentando un complicado cuadro de relaciones humanas en el contexto de un secreto oculto.
De acuerdo al académico Aleš Haman, «si los elementos simbólicos en el primer libro de Ludva eran bastante fáciles de identificar, aquí el escritor parece haber abandonado la idea de un simbolismo para el mundo y la vida. Después de leer la novela, la pregunta que puede surgir es si todo el libro es sólo un juego del autor con el objetivo de tender una trampa al lector.»
Su siguiente obra fue el thriller Jezdci pod slunečníkem (1999). Ludva utiliza un puzzle como tema central y como base de la obra; así, una línea de argumento la constituye la búsqueda del asesino, mientras que la otra consiste en el monólogo del propio asesino.
La posterior novela Stěna srdce (en español «Pared del corazón», 2001) refiere la búsqueda de un cuadro del siglo XIII pintado con tinta invisible. 
Poslední ohňostroj (2004) retrata las vidas de cuatro personas en la cuarentena y sus múltiples asuntos amorosos.
La colección de relatos cortos Falzum, publicada en 2012, incluye cinco historias de detectives donde los personajes principales se relacionan con sus aficiones y hobbies (arte, trenes). Los textos abordan temas tales como una investigación sobre el robo de obras de arte y un asesinato vinculada a la misma.
Ludva también ha confeccionado una obra de teatro (Lásko!, 2009), así como un libreto de ópera.

## Obras
- Smrt a křeslo (1996)
- Žena sedmi klíčů (1997)
- Jezdci pod slunečníkem (1999)
- Stěna srdce (2001)
- Poslední ohňostroj (2004)
- Szív-fal (2008)
- Falzum (2012)